# Європейський комісар з цифрової економіки та суспільства
Європейський комісар з цифрової економіки та суспільства (англ. European Commissioner for Digital Economy and Society) є членом Європейської комісії (англ. European Commission). Він відповідає за питання, пов'язані з медіа та інформацією, такими як телекомунікації та інформаційні технології.
 
З 2017 року цю посаду займає Марія Габріел.

## Місія та завдання Європейського комісара з цифрової економіки та суспільства
Президент Єврокомісії Ж-К. Юнкер визначив місію комісара з цифрової економіки та суспільства Марії Габрієль – бути уповноваженим з питань цифрової економіки та суспільства, зокрема сприяючи проектам, що керуються та координуються віце-президентом для єдиного ринку цифрових технологій (англ. Vice-President for the Digital Single Market) та віце-президентом з питань робочих місць, розвитку, інвестицій та конкуренції (англ. Vice-President for Jobs, Growth, Investment and Competitiveness).
 
Також було визначено конкретні цілі з відповідальності євро комісара протягом дії його мандату:
- сприяння напрацьованим протягом останніх двох років законодавчим пропозиціям із завершення створення єдиного ринку цифрових технологій;
- підготовка пропозицій щодо завершення формування єдиного ринку цифрових технологій, що ґрунтуються на середньостроковому огляді від 10 травня 2017 року та оцінці головних перешкод;
- розробка та впровадження заходів з метою зробити Європу більш надійною та безпечною в Інтернеті;
- сприяння створенню робочих місць, зростання та інвестицій, підтримці розгортання високоякісної інфраструктури цифрової мережі;
- підтримка розвитку творчих індустрій та успішної європейської медіа та контентної індустрії, здатної охопити нові аудиторії, адаптуватися до цифрової епохи
- продовження просування стабільної бізнес-моделі для Euronews, у тому числі більш широкому використанню цифрових технологій;
- підтримка основних прав, свободи вираження поглядів, свободи інформації, свободи та плюралізму засобів масової інформації, відкритості Інтернету, культурного та мовного різноманіття
- розгляд проблем, які створюють інтернет-платформи для європейських демократій щодо розповсюдження фальшивої інформації та ініціювання ЄС-ініціатив для захисту громадян;
- сприяння діяльності щодо перетворення перспективних нових цифрових розробок, таких як хмарові технології, Інтернет речей та великі дані на успішні європейські інноваційні історії, заохочення підприємництва та створення нових робочих місць;
- продовження діяльності з електронного урядування – робити Європейську комісію та її адміністрацію більш відкритою та ефективною, що використовують цифрові технології та ІТ-рішення, сприяння кібербезпеці, забезпечення співробітники з відповідними ІТ-інструментами, платформами та сервісами, що дозволяють користувачам працювати безпечно та спільно;
- сприяння посиленню цифрових навичок та навчання в суспільстві з метою розширення можливостей Європи в цифрову епоху.[3]

## Список Європейських комісарів
Посада Єврокомісара з питань цифрової економіки та суспільства існує з 1985 року під різними назвами.
|    | Ім’я                                        | Країна     | Період                | Єврокомісія                 |
| -- | ------------------------------------------- | ---------- | --------------------- | --------------------------- |
| 1  | Карл-Хайнц Нарджес (нім. Karl-Heinz Narjes) | Німеччина  | 1985–1989             | Комісія Жака Делора I та II |
| 2  | Жан Дондлінгер (люксемб. (Jean Dondelinger) | Люксембург | 1989–1993             | Комісія Жака Делора II      |
| 3  | Антоніо Руберті (італ. Antonio Ruberti)     | Італія     | 1993–1995             | Комісія Жака Делора III     |
| 4  | Мартін Бангеманн (нім. Martin Bangemann)    | Німеччина} | 1995–1999             | Комісія Жака Сантера        |
| 5  | Ерккі Лііканен (фін. Erkki Liikanen)        | Фінляндія  | 1999–2004             | Комісія Романо Проді        |
| 6  | Оллі Ілмарі Рен (фін. Olli Ilmari Rehn)     | Фінляндія} | 2004                  | Комісія Романо Проді        |
| 7  | Ян Фігель (Ján Figeľ)                       | Словаччина | 2004                  | Комісія Романо Проді        |
| 8  | Вів'єн Редінг (люксемб. Viviane Reding)     | Люксембург | 2004–2010             | Комісія Баррозу I           |
| 9  | Нелі Крус (Neelie Kroes)                    | Нідерланди | 2010–2014             | Комісія Баррозу II          |
| 10 | Гюнтер Етінгер (нім. Günther Oettinger)     | Німеччина  | 2014–2016             | Комісія Юнкера              |
| 11 | Андрус Ансип (англ. Andrus Ansip)           | Естонія    | 01.01.2017-09.07.2017 | Комісія Юнкера              |
| 12 | Марія Габріел (англ. Mariya Gabriel)        | Болгарія   | з 10.07.2017–         | Комісія Юнкера              |